# スウェーデン同盟キリスト教団
スウェーデン同盟キリスト教団は、吉持章が代表を務める日本の宗教法人である。主にいのちのことば社という呼称を組織名として利用している。

## 概要
英語名をSACM (Sweden Alliance Christ Mission)といい、宗教法人「在日スウェーデン基督教同盟宣教師団」 (Swedish Alliance Mission Japan, SAMJ) が、いのちのことば社との統合に際し改称したもので日本福音同盟の協力会員であるという。